# ميغيل إيغليسياس
ميغيل إيغليسياس (بالإسبانية: Miguel Iglesias) (و. 1830 – 1909 م) هو سياسي، وعسكري محترف من بيرو .